# Шенка Попова
Шенка Атанасова Попо̀ва е българска драматична актриса.

## Биография
Родена е през 1866 г. в Пазарджик. През 1884 г. постъпва в първата българска субсидирана професионална театрална трупа в Пловдив. Играе в трупата на Стефан Попов и в други любителски трупи. От 1888 до 1891 г. играе в новосъздадения театър „Основа“. През 1893-1904 г. играе в театър „Сълза и смях“, а от 1904 до 1911 г. е актриса в Народния театър.

## Роли
По значими роли, които играе Шенка Попова са:
- Февроня – „Ревизор“ от Николай Гогол;
- Елмира – „Тартюф“ от Молиер;
- Катерина – „Буря“ от Александър Островски;
- Марина – „Вуйчо Ваньо“ от Антон Чехов;
- Баба Кера – „Иванко“ от Васил Друмев;
- Царица Теодора – „Към пропаст“ от Иван Вазов.[1][2]